# Réserve écologique de Cape St. Mary's
La réserve écologique de Cape St. Mary's (Cape St. Mary's Ecological Reserve) est une réserve naturelle de Terre-Neuve-et-Labrador située à l'extrémité du cap St. Mary's (en), au sud-ouest de la péninsule d'Avalon.
La réserve comprend l'une des plus importantes colonies aviaires de la province. Le gouvernement de Terre-Neuve-et-Labrador estime les populations d'oiseaux à 24 000 fous de Bassan, à 20 000 Mouettes tridactyles, à 20 000 guillemots marmettes, à 2 000 guillemots de Brünnich, ainsi qu'à une centaine de couples de petit pingouin et une soixantaine de couples de guillemot à miroir. Les eaux limitrophes servent aussi d'habitat hivernal à l'arlequin plongeur, à l'eider à duvet, au macreuse et à la harelde kakawi. 
On peut aussi y observer la baleine à bosse lors de sa chasse annuelle au capelans.